# Saint-Rambert-sur-Loire

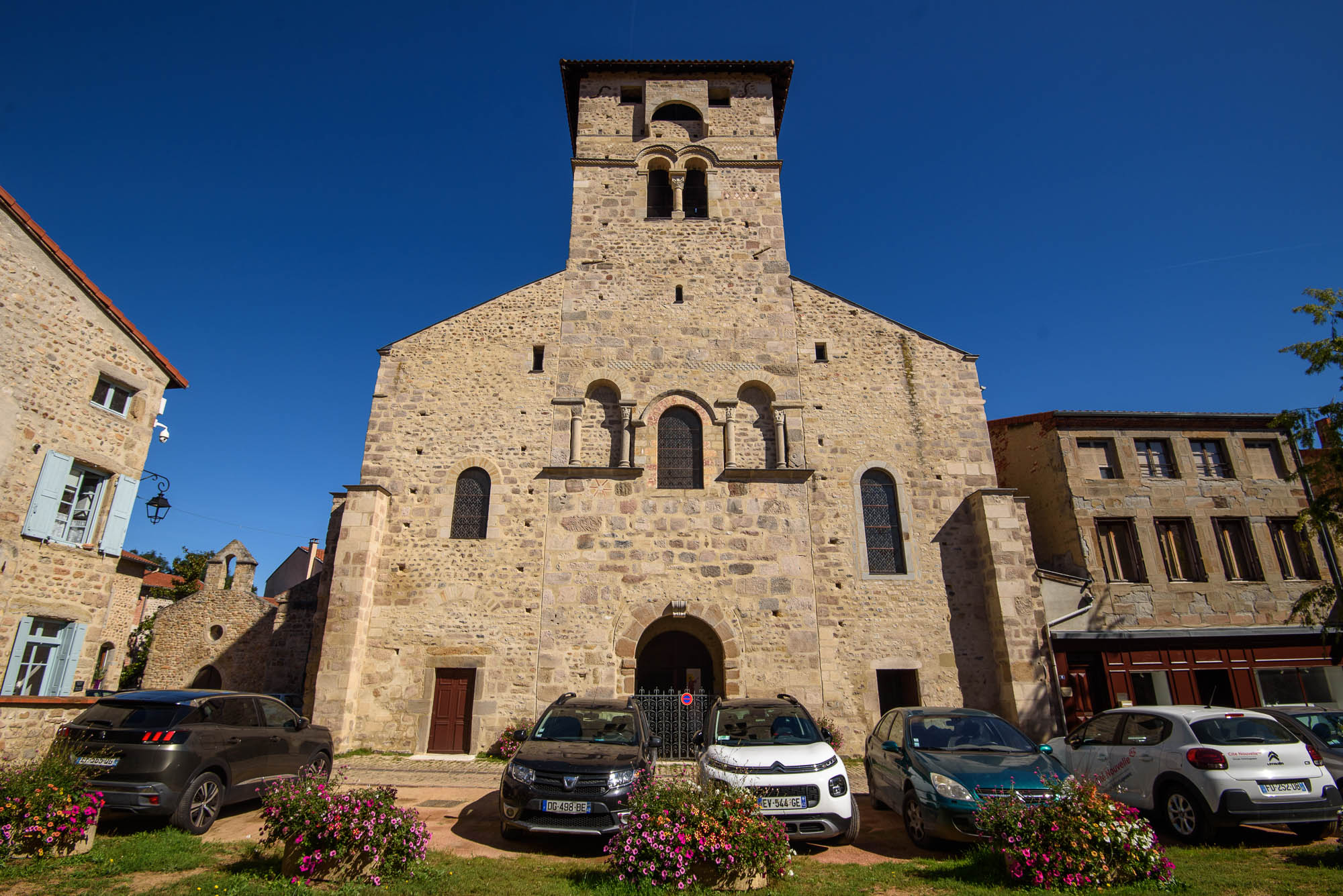
Kerk Saint-André

Saint-Rambert-sur-Loire is een voormalige gemeente in het Franse departement Loire. In 1973 fuseerde de gemeente met buurgemeente Saint-Just-sur-Loire en werd de gemeente Saint-Just-Saint-Rambert opgericht.

## Geografie

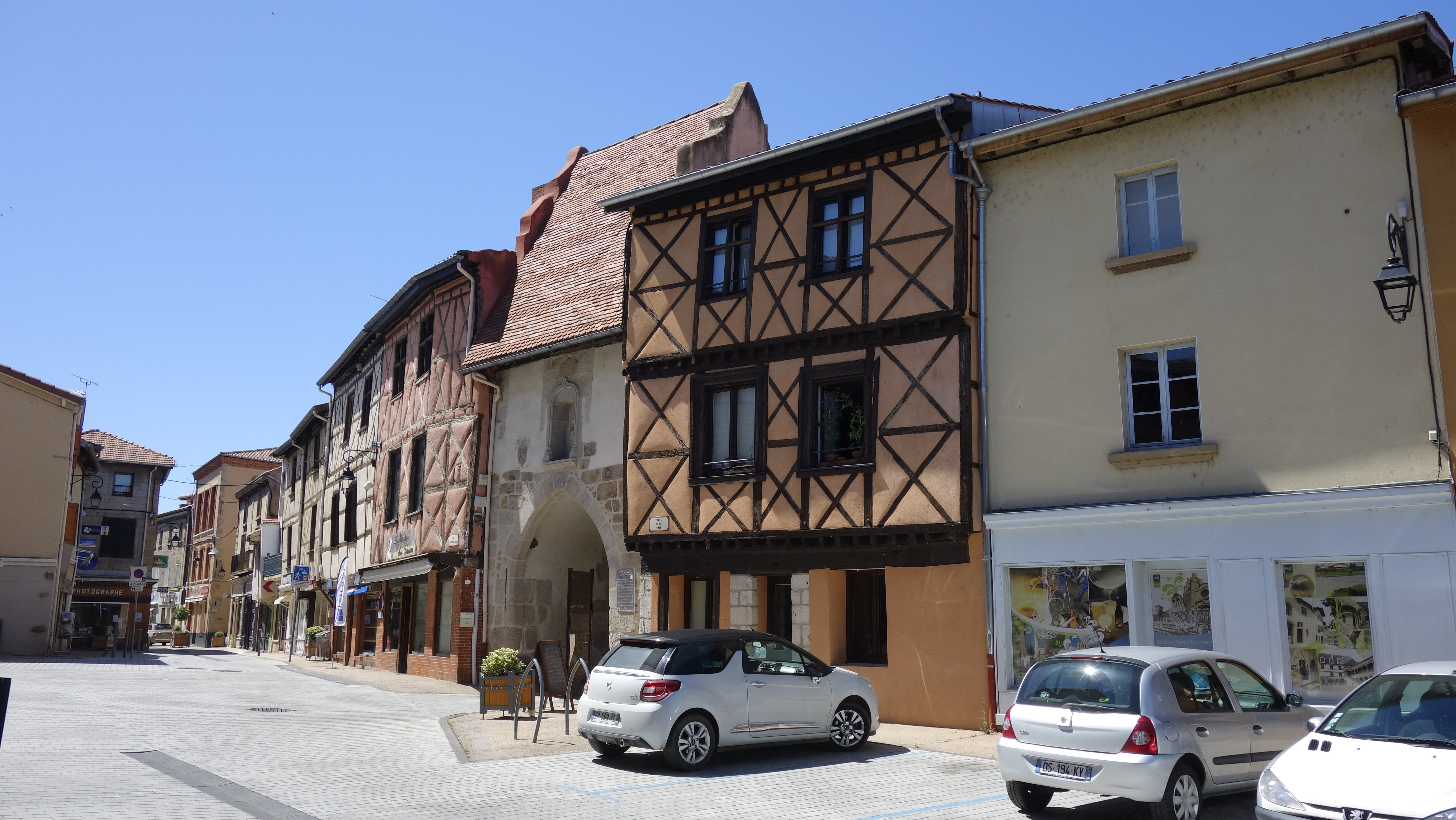
Place de la Paix

Saint-Rambert-sur-Loire ligt op de linkeroever van de Loire aan de rand van de vlakte van Forez halfweg tussen Saint-Étienne en Montbrison. Het centrum ligt op een kilometer ten westen van de Loire en ten oosten van de Bonson.

## Bevolking

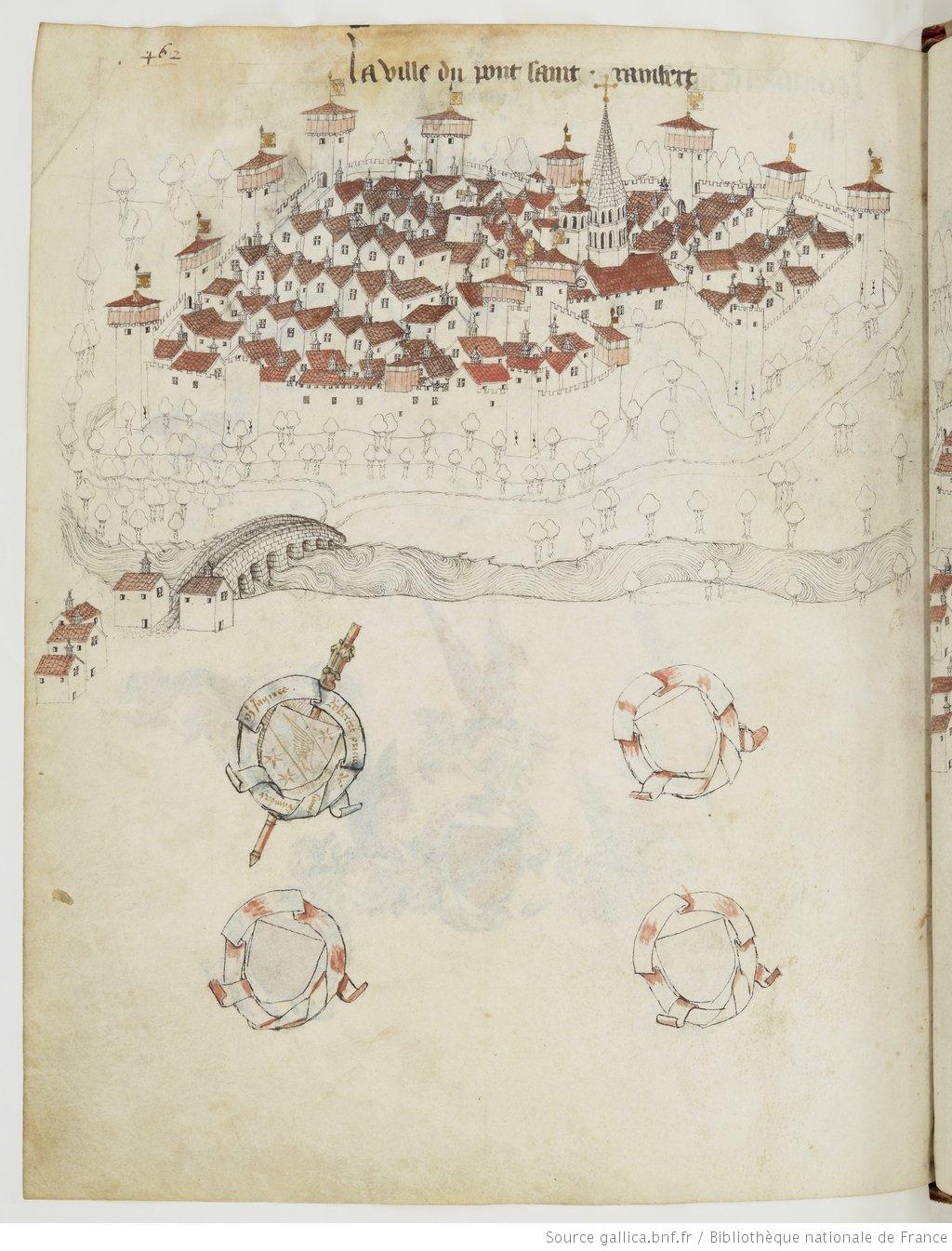
Saint-Rambert rond 1440

In 1949 telde de gemeente ongeveer 3000 inwoners.

## Geschiedenis
In de Gallo-Romeinse periode lag dit gebied in het zuiden van het gebied van de Segusiavi. Vlak bij het huidige centrum van Saint-Rambert lag de villa van Saint-Côme. Voor de bouw van de kerk Saint-André werden veel stenen van Gallo-Romeinse grafmonumenten gebruikt en mogelijk ook van villa's.
Tussen 603 en 608 stichtten twaalf monniken van de Abdij van Île-Barbe in Lyon hier een priorij. Deze werd gewijd aan de heilige Andreas. Ten vroegste in 1070 maar waarschijnlijk op latere datum kwam de benedictijner priorij in het bezit van relieken van de heilige Rambertus en de kloosterkerk werd ook gewijd aan deze heilige. De plaats werd een bedevaartsoord en groeide uit tot een ommuurde plaats met een gracht eromheen. Binnen de stadsmuur lagen de kerk Saint-André, de priorij en de kerk Saint-Jean-Baptiste die dienst deed als parochiekerk. In de 16e eeuw werd de kerk Saint-André de parochiekerk. In 1536 kreeg de plaats enkele vrijheden van koning Frans I. De priorij kende een neergang in de 18e eeuw en werd na de Franse Revolutie verkocht als nationaal goed. De stadsmuur verdween op sommige plaatsen en op andere plaatsen werd hij geïncorporeerd in gebouwen.
In 1863 werd besloten om het Canal de Forez te bouwen tussen de Loire en Bâtie d’Urfè. Bij aanvang werd het kanaal ontworpen voor de scheepvaart, maar later werd het een irrigatiekanaal voor de landbouw.

## Erfgoed
- Kerk Saint-André waarvan het centrale deel van de voorgevel en de toren dateren uit de 11e eeuw
- Kapel Saint-Jean, 12e of 13e eeuw
- Porte Franchise, voormalige poort in de stadsmuur

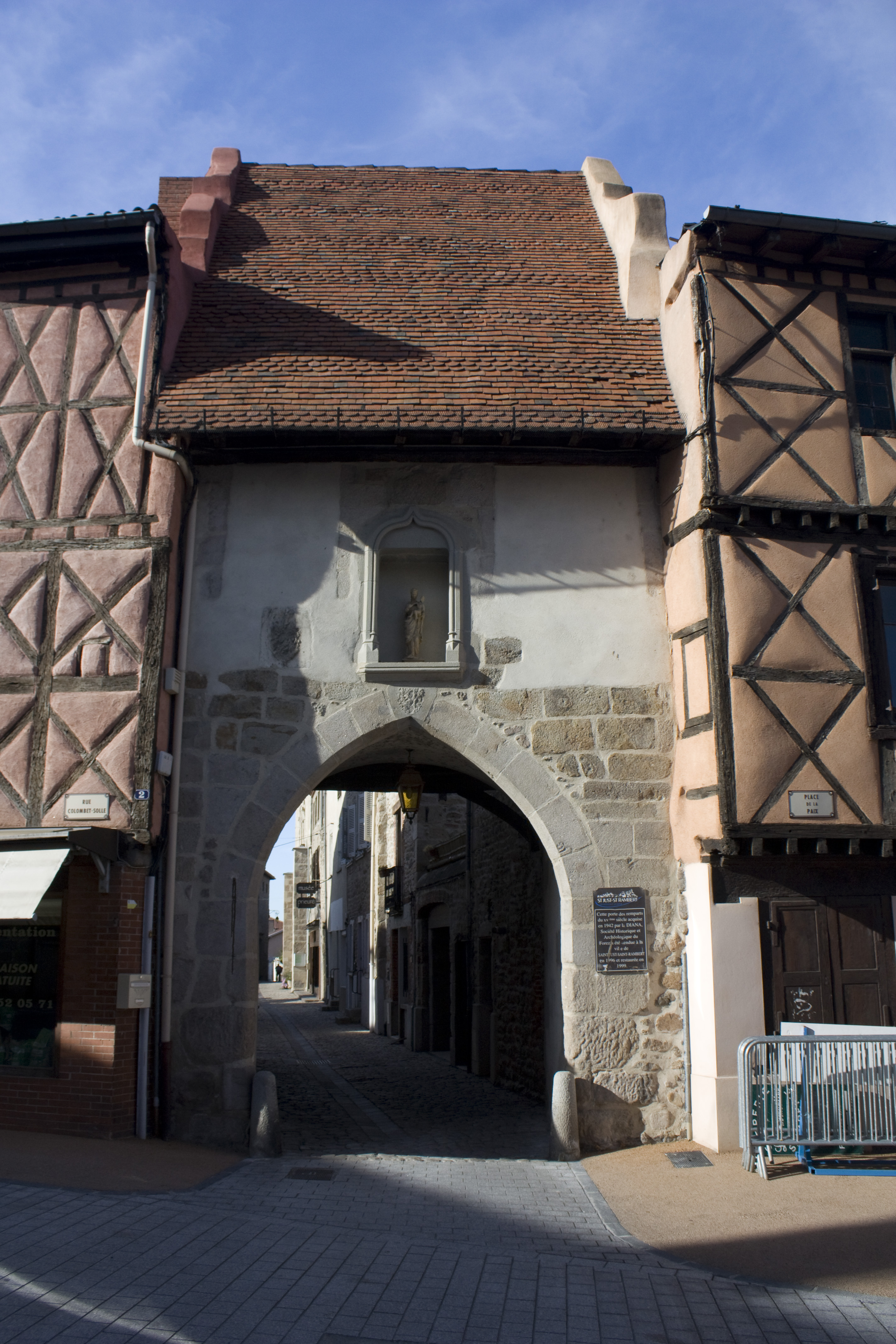
De Porte Franchise tussen vakwerkhuizen
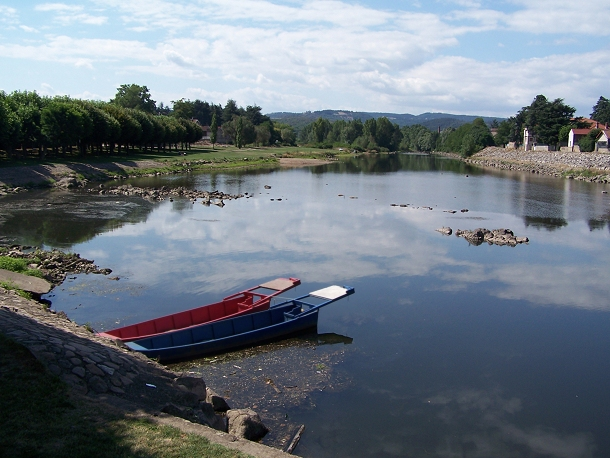
De Loire bij Saint-Just-Saint-Rambert
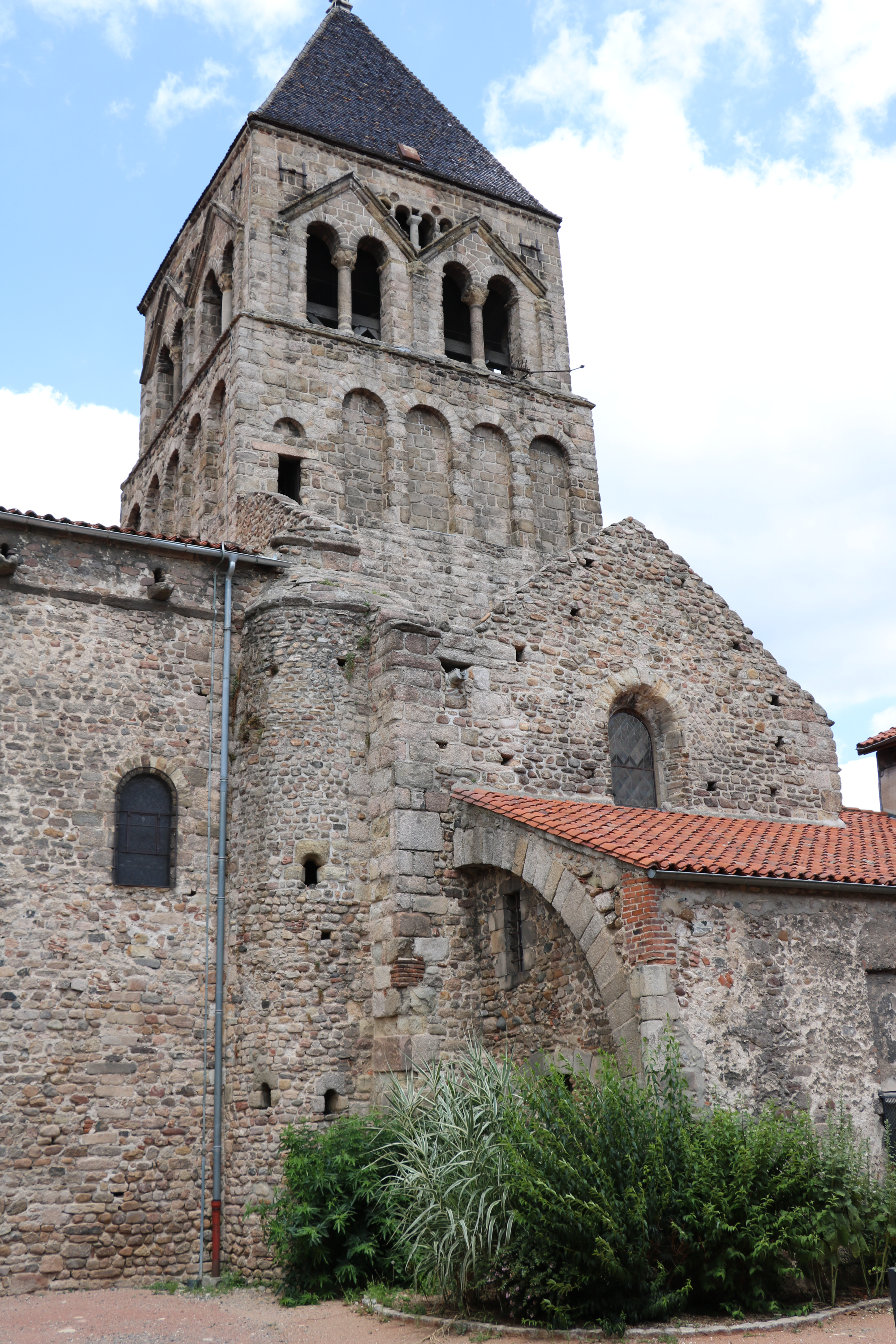
Kerk Saint-André
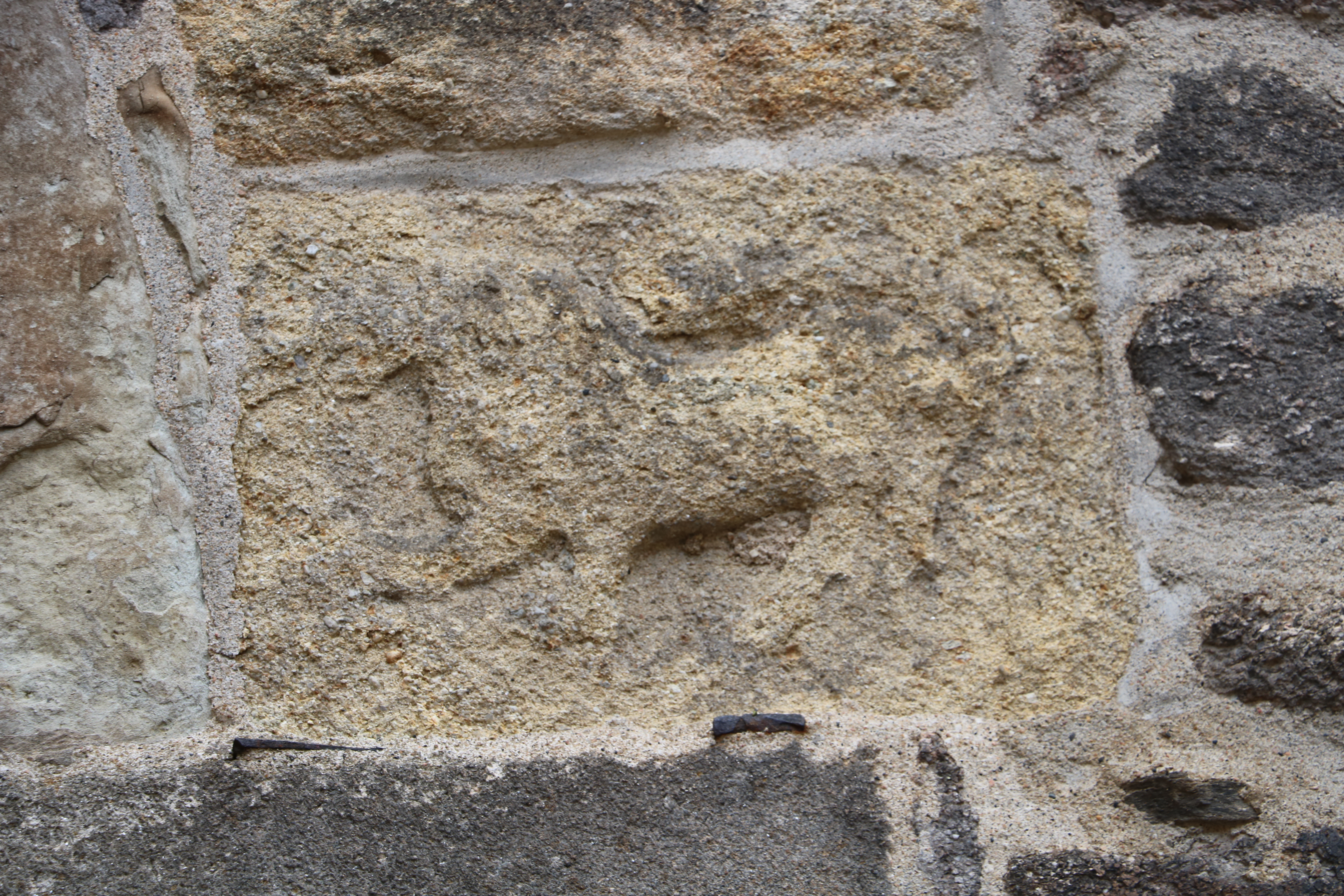
Oude steen verwerkt in de kerk Saint-André
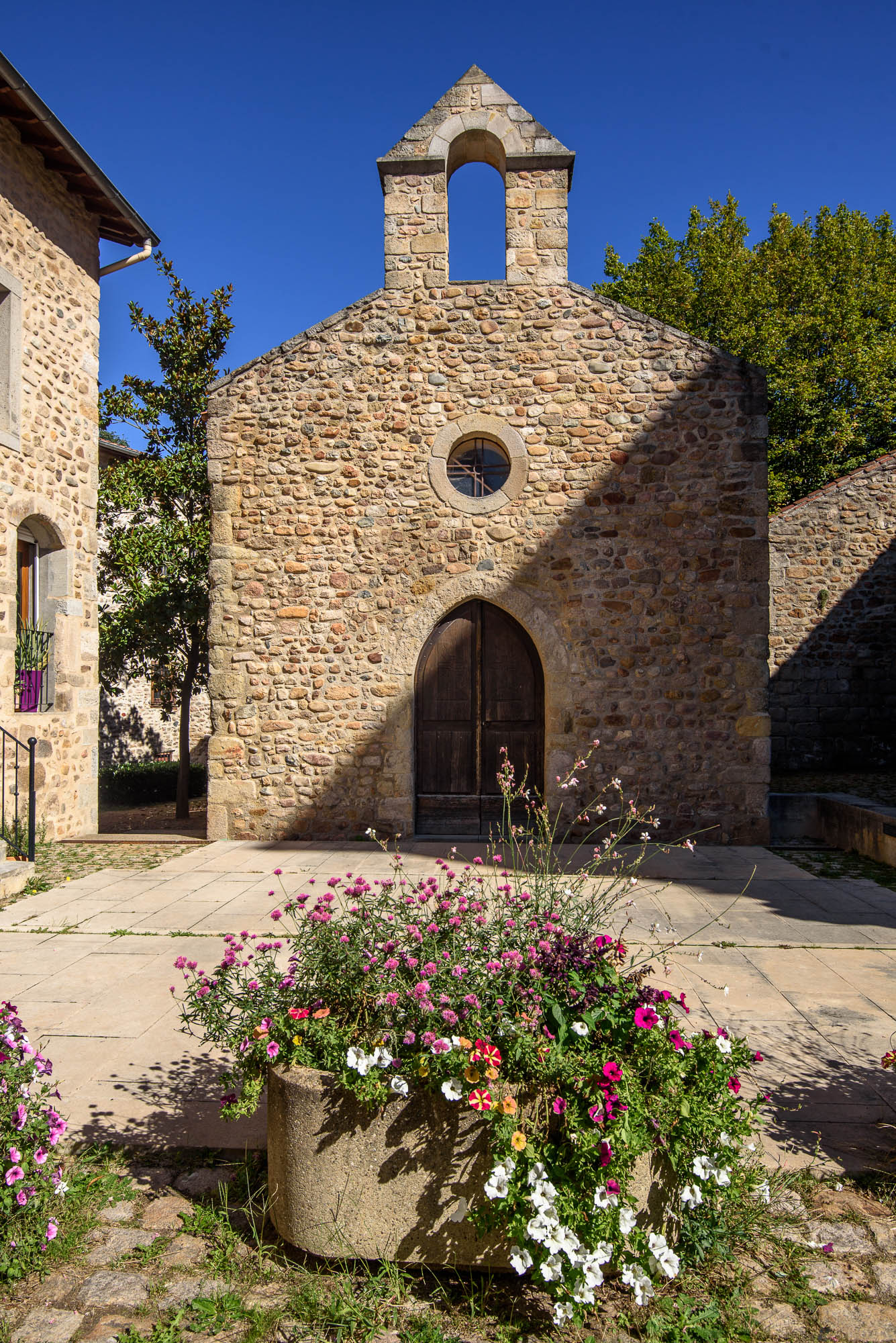
Kapel Saint-Jean